# Self Control (album Laura Branigan)
Self Control è il terzo album in studio della cantante statunitense Laura Branigan, pubblicato nel 1984.

## Tracce
1. The Lucky One (Bruce Roberts) – 4:10
2. Self Control (Giancarlo Bigazzi, Raffaele Riefoli, Steve Piccolo) – 4:08
3. Ti amo (Bigazzi, Umberto Tozzi, Diane Warren) – 4:18
4. Heart (Marie Cain, Warren Hartman) – 4:08
5. Will You Still Love Me Tomorrow (Gerry Goffin, Carole King) – 3:26
6. Satisfaction (Bernd Dietrich, Gerd Grabowski, Engelbert Simons, Mark Spiro, Warren) – 3:56
7. Silent Partners (Warren, The Doctor) – 4:10
8. Breaking Out (Warren, The Doctor) – 3:50
9. Take Me (John Parker, Steve Kipner) – 3:43
10. With Every Beat of My Heart (Bob Mitchell, Jamie Kaleth) – 4:12